# Campionati mondiali di pattinaggio di velocità su distanza singola 2025
I Campionati mondiali di pattinaggio di velocità su distanza singola 2025 sono stati la 23ª edizione della manifestazione. Si sono svolti dal 13 al 16 marzo 2025 al Vikingskipet di Hamar, in Norvegia.

## Podi

### Uomini
| Evento                            | Oro                                                 | Tempo      | Argento                                                  | Tempo    | Bronzo                                                  | Tempo    |
| 500 m (dettagli)                  | Jenning de Boo                                      | 34.24 TR   | Jordan Stolz                                             | 34.38    | Vladimir Semirunniy                                     | 34.52    |
| 1000 m (dettagli)                 | Jenning de Boo                                      | 1:08.05    | Joep Wennemars                                           | 1:08.21  | Jordan Stolz                                            | 1:08.26  |
| 1500 m (dettagli)                 | Peder Kongshaug                                     | 1:44.64    | Jordan Stolz                                             | 1:44.71  | Connor Howe                                             | 1:44.78  |
| 5000 m (dettagli)                 | Sander Eitrem                                       | 6:10.05    | Beau Snellink                                            | 6:11.71  | Vladimir Semirunniy                                     | 6:12.95  |
| 10000 m (dettagli)                | Davide Ghiotto                                      | 12:46.15   | Vladimir Semirunniy                                      | 12:49.93 | Metoděj Jílek                                           | 12:51.53 |
| Sprint a squadre (dettagli)       | Cina Xue Zhiwen Lian Ziwen Ning Zhongyan            | 1:18.13    | Paesi Bassi Janno Botman Jenning de Boo Tim Prins        | 1:18.42  | Stati Uniti Austin Kleba Cooper McLeod Zach Stoppelmoor | 1:19.23  |
| Inseguimento a squadre (dettagli) | Stati Uniti Casey Dawson Emery Lehman Ethan Cepuran | 3:39.24 TR | Italia Davide Ghiotto Michele Malfatti Andrea Giovannini | 3:41.17  | Paesi Bassi Chris Huizinga Beau Snellink Marcel Bosker  | 3:41.91  |
| Partenza in linea (dettagli)      | Andrea Giovannini                                   | 60         | Lee Seung-hoon                                           | 40       | Bart Swings                                             | 20       |

### Donne
| Evento                            | Oro                                                                | Tempo      | Argento                                                    | Tempo   | Bronzo                                                     | Tempo   |
| 500 m (dettagli)                  | Femke Kok                                                          | 37.50      | Jutta Leerdam                                              | 37.69   | Kim Min-sun                                                | 37.73   |
| 1000 m (dettagli)                 | Miho Takagi                                                        | 1:14.75    | Femke Kok                                                  | 1:14.98 | Jutta Leerdam                                              | 1:15.05 |
| 1500 m (dettagli)                 | Joy Beune                                                          | 1:55.28    | Antoinette Rijpma-de Jong                                  | 1:55.50 | Han Mei                                                    | 1:55.53 |
| 3000 m (dettagli)                 | Joy Beune                                                          | 4:00.39    | Martina Sáblíková                                          | 4:00.57 | Merel Conijn                                               | 4:01.22 |
| 5000 m (dettagli)                 | Francesca Lollobrigida                                             | 6:56.38    | Ragne Wiklund                                              | 6:56.56 | Merel Conijn                                               | 6:58.49 |
| Sprint a squadre (dettagli)       | Paesi Bassi Jutta Leerdam Suzanne Schulting Angel Daleman          | 1:25.57    | Canada Brooklyn McDougall Béatrice Lamarche Ivanie Blondin | 1:27.23 | Polonia Andżelika Wójcik Kaja Ziomek-Nogal Karolina Bosiek | 1:27.80 |
| Inseguimento a squadre (dettagli) | Paesi Bassi Joy Beune Antoinette Rijpma-de Jong Marijke Groenewoud | 2:56.09 TR | Giappone Miho Takagi Ayano Sato Momoka Horikawa            | 2:58.55 | Canada Ivanie Blondin Valérie Maltais Isabelle Weidemann   | 3:00.74 |
| Partenza in linea (dettagli)      | Marijke Groenewoud                                                 | 60         | Ivanie Blondin                                             | 40      | Francesca Lollobrigida                                     | 20      |

## Medagliere
| Pos.   | Paese         | Oro | Argento | Bronzo | Totale |
| ------ | ------------- | --- | ------- | ------ | ------ |
| 1      | Paesi Bassi   | 8   | 6       | 4      | 18     |
| 2      | Italia        | 3   | 1       | 1      | 5      |
| 3      | Norvegia      | 2   | 1       | 0      | 3      |
| 4      | Stati Uniti   | 1   | 2       | 3      | 6      |
| 5      | Giappone      | 1   | 1       | 0      | 2      |
| 6      | Cina          | 1   | 0       | 1      | 2      |
| 7      | Canada        | 0   | 2       | 2      | 4      |
| 8      | Polonia       | 0   | 1       | 2      | 3      |
| 9      | Rep. Ceca     | 0   | 1       | 1      | 2      |
| 9      | Corea del Sud | 0   | 1       | 1      | 2      |
| 11     | Belgio        | 0   | 0       | 1      | 1      |
| Totale | Totale        | 16  | 16      | 16     | 48     |